# Dino Toso
Pour les articles homonymes, voir Toso.
Dino Toso (né le 11 février 1969 à Delft - mort le 13 août 2008 à Oxford) est un ingénieur italo-néerlandais qui a notamment occupé le poste d'aérodynamicien en chef de l'écurie Renault F1 entre 2003 et juin 2008.

## Biographie
Dino Toso commence sa carrière professionnelle dans l'industrie aérospatiale italienne. En 1995, il fait ses premiers pas en sport automobile en intégrant le programme Grand Tourisme de BMW puis, en 1997, il rejoint la Formule 1 au sein de l'écurie Jordan Grand Prix où il occupe le poste d'ingénieur de course, d'abord aux côtés de Damon Hill en 1998 et 1999 puis de Jarno Trulli en 2000.
En 2001, le directeur technique de Jordan Mike Gascoyne part chez Benetton qui prend le nom de Renault l'année suivante et emmène Toso avec lui. En 2003, il est promu au rang d'aérodynamicien en chef de l'écurie française et à ce titre peut être considéré comme l'un des principaux artisans des titres mondiaux de 2005 et 2006. Durant cette période, il doit concilier son travail avec le traitement d'un cancer diagnostiqué au printemps 2004. Jarno Trulli lui dédie son podium au Grand Prix d'Espagne 2004.
En avril 2008, Renault annonce, sans en révéler les raisons, le futur remplacement de Toso par Dirk de Beer à la tête de son département aéro. 
En juin, le remplacement est effectif mais contrairement à ce qui avait été annoncé dans un premier temps, Toso quitte Renault et exprime son désir de relever de nouveaux challenges dans le domaine de la compétition. Deux mois plus tard, le 13 août 2008, il meurt des suites de son cancer.